# Sargocentron melanospilos
Sargocentron melanospilos är en fiskart som först beskrevs av Bleeker, 1858.  Sargocentron melanospilos ingår i släktet Sargocentron och familjen Holocentridae. Inga underarter finns listade i Catalogue of Life.